# Cross Internacional de Itálica
Le Cross Internacional de Itálica est une compétition de cross-country se déroulant tous les ans, début janvier, à Santiponce, en Espagne, près de l'ancienne ville romaine d'Italica. Disputée pour la première fois en 1982, l'épreuve fait partie du circuit mondial IAAF de cross-country.
Les distances parcourues sont de 11 km pour les hommes, et de 8 km pour les femmes.

## Palmarès
| Édition | Année | Vainqueur hommes       | Temps       | Vainqueur femmes          | Temps       |
| ------- | ----- | ---------------------- | ----------- | ------------------------- | ----------- |
| 1re     | 1982  | José Alonso            | ?           | —                         | —           |
| 2e      | 1983  | Juan Barón             | ?           | —                         | —           |
| 3e      | 1984  | Fernando Mamede        | ?           | —                         | —           |
| 4e      | 1985  | Fernando Mamede        | ?           | —                         | —           |
| —       | 1986  | —                      | —           | —                         | —           |
| 5e      | 1987  | Paul Kipkoech          | ?           | —                         | —           |
| 6e      | 1988  | Paul Kipkoech          | 28 min 48 s | —                         | —           |
| 7e      | 1989  | Domingos Castro        | 28 min 28 s | —                         | —           |
| 8e      | 1990  | Ondoro Osoro           | 28 min 21 s | —                         | —           |
| 9e      | 1991  | Ondoro Osoro           | 28 min 33 s | Andrea Wallace            | 17 min 39 s |
| 10e     | 1992  | Khalid Skah            | 28 min 05 s | Hellen Kimaiyo            | 17 min 17 s |
| 11e     | 1993  | Fita Bayissa           | 27 min 53 s | Catherina McKiernan       | 17 min 11 s |
| 12e     | 1994  | William Sigei          | 28 min 04 s | Yelena Romanova           | 17 min 54 s |
| 13e     | 1995  | Paulo Guerra           | 28 min 49 s | Catherina McKiernan       | 17 min 43 s |
| 14e     | 1996  | Haile Gebrselassie     | 28 min 59 s | Annemari Sandell          | 17 min 57 s |
| 15e     | 1997  | Paulo Guerra           | 29 min 57 s | Elena Fidatov             | 20 min 26 s |
| 16e     | 1998  | Paul Tergat            | 27 min 57 s | Jackline Maranga          | 19 min 15 s |
| 17e     | 1999  | Paul Tergat            | 30 min 56 s | Zahra Ouaziz              | 21 min 34 s |
| 18e     | 2000  | Charles Kamathi        | 20 min 30 s | Getenesh Wami             | 21 min 15 s |
| 19e     | 2001  | Charles Kamathi        | 31 min 48 s | Paula Radcliffe           | 21 min 31 s |
| 20e     | 2002  | Abraham Chebii         | 30 min 38 s | Mónica Rosa               | 21 min 22 s |
| 21e     | 2003  | Kenenisa Bekele        | 31 min 32 s | Merima Denboba            | 21 min 42 s |
| 22e     | 2004  | Kenenisa Bekele        | 31 min 01 s | Merima Denboba            | 21 min 43 s |
| 23e     | 2005  | Terefe Maregu          | 31 min 22 s | Werknesh Kidane           | 28 min 43 s |
| 24e     | 2006  | Abebe Dinkesa          | 31 min 03 s | Bezunesh Bekele           | 21 min 32 s |
| 25e     | 2007  | Kenenisa Bekele        | 31 min 05 s | Gelete Burka              | 21 min 14 s |
| 26e     | 2008  | Moses Kipsiro          | 31 min 01 s | Priscah Jepleting Cherono | 25 min 49 s |
| 27e     | 2009  | Moses Kipsiro          | 30 min 37 s | Florence Kiplagat         | 26 min 14 s |
| 28e     | 2010  | Leonard Patrick Komon  | 31 min 14 s | Linet Masai               | 25 min 35 s |
| 29e     | 2011  | Leonard Patrick Komon  | 30 min 38 s | Vivian Cheruiyot          | 26 min 02 s |
| 30e     | 2012  | Geoffrey Kipsang       | 30 min 53 s | Linet Masai               | 25 min 42 s |
| 31e     | 2013  | Jairus Birech          | 31 min 56 s | Mercy Cherono             | 26 min 48 s |
| 32e     | 2014  | Paul Tanui             | 31 min 32 s | Hiwot Ayalew              | 27 min 18 s |
| 33e     | 2015  | Teklemariam Medhin     | 33 min 27 s | Emily Chebet              | 27 min 15 s |
| 34e     | 2016  | Tamirat Tola (ETH)     | 30:57       | Faith Kipyegon (KEN)      | 24:56       |
| 35e     | 2017  | Aweke Ayalew (BHR)     | 31:36       | Senbere Teferi (ETH)      | 25:52       |
| 36e     | 2018  | Joshua Cheptegei (UGA) | 30:54       | Agnes Jebet (KEN)         | 25:51       |